# Le combat continue
 (juin 2016).
Si vous disposez d'ouvrages ou d'articles de référence ou si vous connaissez des sites web de qualité traitant du thème abordé ici, merci de compléter l'article en donnant les références utiles à sa vérifiabilité et en les liant à la section « Notes et références ».
 (juin 2016).
Albums de Ideal J
O'riginal MC's sur une mission
(1996)
Singles
1. Pour une poignée de dollars
Sortie : 1998
2. Hardcore
Sortie : 8 décembre 1998
3. Une nuage de fumée
Sortie : 1999

Le combat continue est le deuxième album studio d'Ideal J, sorti le 26 octobre 1998. Il contient notamment le single Hardcore qui a contribué à faire connaître le groupe au grand public. 

## Productions
L’album est étroitement lié au collectif Mafia K'1 Fry, dont Ideal J est l’un des groupes fondateurs. Plusieurs membres du collectif ont participé à sa production. Un groupe originaire des communes d’Orly, Choisy-le-Roi et Vitry-sur-Seine incluant  Kery James, les backeurs Teddy Corona et Rocco ainsi que le beatmaker de la Mafia K'1 Fry de l'époque Dj Mehdi.
Kery James commence sa carrière musicale à l’âge de 12 ans avec le maxi La Vie est brutale. En 1996, il sort l’album Original MC’s sur une mission, écrit à l’âge de 20 ans. L’album se caractérise par un ton sombre, illustré par une pochette représentant une main noire tenant le drapeau français. L’album bénéficie des contributions de plusieurs producteurs, dont DJ Mehdi, Redgees & Delta (d’Expression Direkt), le Gang du Lyonnais, Jeff Dominguez et Chimiste (de La Cliqua).
L’album aborde des thèmes sombres et introspectifs, comme les conditions carcérales ou les réalités sociales, à travers des morceaux tels que L’Amour (avec Rohff et Demon One) et J’ai mal au cœur. reflétant avec émotions les maux du système carcéral français. Le morceau Hardcore a suscité une controverse en raison de son clip, qui a été critiqué par le CSA pour sa violence[à vérifier]. Un autre titre, Pour une poignée de dollars, décrit le parcours fictif d’un jeune en rupture avec la société. L’artiste adopte un ton engagé sur Message (avec Leïla Rami), critique les injustices sociales sur Évitez (avec Daddy Mory), s’essaie à l’egotrip sur Sur violent breakbeats et explore des thèmes introspectifs sur Si je rappe ici. Des membres de la Mafia K'1 Fry appuient Ideal J sur R.A.S, morceau dans lequel ils fustigent l'État Français ou encore des critiques de l’industrie musicale sur Showbizness 98. Les samples sont sombres et tristes. Cet album est considéré comme un des meilleurs albums issus du collectif de la Mafia K'1 Fry.[Par qui ?]

## Titres
| 1.    | Le combat continue                                          | DJ Mehdi               | 6:26 |
| 2.    | Introduction                                                | Weedy                  | 1:49 |
| 3.    | Message (feat. Leïla Rami)                                  | DJ Mehdi               | 4:49 |
| 4.    | Pour une poignée de dollars                                 | DJ Mehdi               | 5:30 |
| 5.    | Blast Masta Killa                                           | DJ Mehdi               | 2:18 |
| 6.    | Un nuage de fumée                                           | DJ Mehdi               | 5:36 |
| 7.    | Évitez (feat. Daddy Mory)                                   | Gang du lyonnais       | 4:42 |
| 8.    | R.A.S. 1' (feat. Different Teep)                            | DJ Mehdi               | 4:37 |
| 9.    | Sur violents breakbeats                                     | Roberto Malone         | 2:24 |
| 10.   | Hardcore                                                    | Delta, Régis Cousty    | 5:08 |
| 11.   | J'ai mal au cœur                                            | DJ Mehdi               | 8:17 |
| 12.   | L'amour (feat. Rohff, Demon One)                            | Le Chimiste            | 5:44 |
| 13.   | Ideal J / Opération coup de pompe (feat. Hasheem & Zaharya) | DJ Mehdi / Le Chimiste | 7:26 |
| 14.   | Showbizness 98 (feat. AP, Karlito, Dry, OGB)                | DJ Mehdi               | 4:29 |
| 15.   | Si je rappe ici                                             | DJ Mehdi               | 5:50 |
| 75:53 |                                                             |                        |      |

## Samples
Informations issues du site WhoSampled.com.
Le combat continue 2
- The Music Band par War

Introduction
- Darkest Light par Lafayette Afro Rock Band
- Blow Your Head par Fred Wesley et The J.B.'s

Message
- Kismet par Amon Düül 2

Pour une poignée de dollars
- Éducation sentimentale par Maxime Le Forestier
- Truc de fou par 113 et Doudou Masta

Un nuage de fumée
- Living Inside Your Love par Earl Klugh
- Impeach the President par The Honeydrippers

Évitez
- Les deux pigeons par Charles Aznavour et Paul Mauriat (musicien)

R.A.S. 1
- Big Sur Suite par Johnny Hammond
- Ragga Jam par MC Solaar

Sur violents breakbeats
- Harmonique par John Coltrane

Hardcore
- Opening de TC 2000
- No Puedo Ser Feliz par Paquito d'Rivera

J'ai mal au cœur
- Manha de Carnaval par Stan Getz et Gary McFarland

L'amour
- Looking In par Mariah Carey
- Appelle-moi Rohff par Rohff

Ideal J
- I Want'a Do Something Freaky To You par Leon Haywood (en)
- Nuthin' but a 'G' Thang par Dr. Dre et Snoop Dogg
- Hey, Who Really Cares? par The Whispers

Si je rappe ici
- Summertime / The Ghetto par Johnny Hammond